# Vinding Sogn (Herning Kommune)
 For alternative betydninger, se Vinding Sogn. (Se også artikler, som begynder med Vinding Sogn)
Vinding Sogn er et sogn i Herning Nordre Provsti (Viborg Stift).
I 1800-tallet var Vind Sogn anneks til Vinding Sogn. Begge sogne hørte til Ulfborg Herred i Ringkøbing Amt. Vinding-Vind sognekommune blev ved kommunalreformen i 1970 indlemmet i Trehøje Kommune, der ved strukturreformen i 2007 indgik i Herning Kommune.
I Vinding Sogn ligger Vinding Kirke.
I sognet findes følgende autoriserede stednavne:
- Agerfeld (bebyggelse)
- Bakhuse (bebyggelse)
- Blindkilde (bebyggelse, ejerlav)
- Gilbjerg (bebyggelse)
- Horslund (bebyggelse, ejerlav)
- Hundkær (bebyggelse, ejerlav)
- Klejnstrup (bebyggelse, ejerlav)
- Koldkær (bebyggelse, ejerlav)
- Løgager Høj (areal)
- Præstbjerg (areal)
- Revning (bebyggelse)
- Sig (bebyggelse)
- Spåbæk (bebyggelse)
- Strade (bebyggelse, ejerlav)
- Svenstrup (bebyggelse, ejerlav)
- Sørvad (bebyggelse)
- Tegager (bebyggelse)
- Tihøje (areal)
- Tovstrup (bebyggelse)
- Tusholt (bebyggelse, ejerlav)
- Tyregård (bebyggelse, ejerlav)
- Vejvad (bebyggelse, ejerlav)
- Vinding (bebyggelse, ejerlav)
- Vognstrup (bebyggelse, ejerlav)
- Vognstrup Bæk (vandareal)